# Вирусный менингит
Вирусный менингит — воспаление мозговых (менингеальных) оболочек головного мозга вирусной этиологии.
Может быть вызван цитомегаловирусом, вирусом простого герпеса, вирусом Эпштейна-Барр. Вирусы являются наиболее частой причиной асептического менингита. Большинство случаев вирусного менингита вызывают энтеровирусы. Однако вирусный менингит могут вызывать и другие вирусы, такие как вирус Западного Нила, эпидемический паротит, корь, простой герпес I и II типов, вирус ветряной оспы и лимфоцитарного хориоменингита (LCM).
На основании клинических симптомов вирусный менингит нельзя надежно отличить от бактериального менингита, хотя вирусный менингит обычно протекает более доброкачественно. Вирусный менингит не имеет признаков присутствия бактерий в спинномозговой жидкости (ЦСЖ). Поэтому для выявления заболевания необходима люмбальная пункция с анализом ликвора.

## Причины
- Острый или хронический средний буллёзный отит[источник не указан 15 дней];
- Проникновение вирусной инфекции в мозг из отдалённых очагов инфекции[источник не указан 15 дней].

## Симптомы
- Сильная головная боль[2][1];
- Повышение температуры тела[2][1];
- Сильная ригидность затылочных мышц[2][1];
- Рвота[2][1];
- Тошнота[1][2];
- Насморк[источник не указан 15 дней].